# Rouge 15 Anos
Rouge 15 Anos foi uma turnê do girl group brasileiro Rouge, formado no reality televisivo Popstars, exibido no canal brasileiro SBT. Marca o retorno definitivo do grupo com sua formação original após a turnê promocional Chá Rouge, além de comemorar os 15 anos do grupo. A turnê deu início no dia 27 de janeiro de 2018, em Fortaleza, Ceará, e foi finalizado no dia 11 de agosto de 2018, em Recife.

## Anúncio
Em 22 de novembro de 2017, foi anunciado no Blog Repórter Entre Linhas do jornal cearense O Povo que o Rouge se apresentaria em Fortaleza em 2018, logo depois foi anunciada a data do show para 27 de janeiro de 2018. Em 5 de dezembro, o show foi anunciado oficialmente, sendo realizado no Centro de Eventos do Ceará, além de terem revelado o valor dos ingressos e data de início das vendas. Logo após o anuncio do show em Fortaleza, em 7 de dezembro, o Rouge anunciou show em outras três capitais brasileiras, Florianópolis, Curitiba e Porto Alegre: em Florianópolis, o grupo se apresentou no Stage Music Park, dia 9 de fevereiro, na sexta-feira de Carnaval; em Curitiba, o grupo se apresentará na Live Curitiba, dia 9 de março; e em Porto Alegre se apresentará no dia 10 de março, no Pepsi On Stage. Em 8 de dezembro, a girlband confirmou no seu perfil oficial do Facebook que iria ser uma das atrações do Camarote Tribus no Carnaval de Salvador, mas o show foi cancelado devido à problemas contratuais. No dia 9 de dezembro, o grupo anunciou o show na cidade de Brasília, realizado em 24 de março no Net Live Brasília. Em 19 de dezembro, o grupo confirmou show em Manaus, dia 13 de abril, e Belém, dia 14 de abril.

## Sinopse

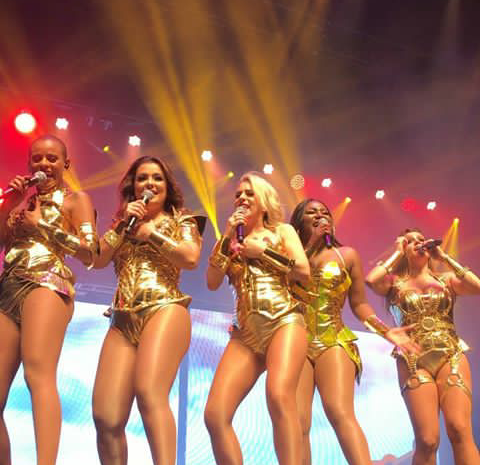
Rouge na turnê Rouge 15 Anos, em Belo Horizonte, Minas Gerais, 2018.

O show dá início com uma abertura onde as 5 cantoras aparecem "projetadas em preto e branco nos grandes telões de LED do cenário anunciando a 'nova era Rouge', com um texto exaltando a inclusão e a diversidade." Após o vídeo, Aline, Fantine, Karin, Li e Luciana surgem como cinco guerreiras trajando um figurino dourado (inspirado na armadura sagrada dos Os Cavaleiros do Zodíaco), cantando a canção "Blá Blá Blá". O grupo continua com o figurino durante metade do show, passando por vários sucessos como "Não Dá pra Resistir, "Beijo Molhado", "Um Anjo Veio Me Falar", entre outros. O grupo também incluiu um medley com canções que não foram apresentadas no "Chá Rouge", como "1000 Segredos", "Sou o Que Sou", "Pá Pá Lá Lá" e "Depois Que Tudo Mudou" (que serviu como interlude no "Chá Rouge"). No segundo ato da turnê, as cantoras usaram "peças que fazem alusão à personagens do conto de fadas Alice no País das Maravilhas" (sendo substituídas por um body vermelho utilizado no clipe de "Bailando" a partir do show em Florianópolis, no dia 9 de fevereiro de 2018), além de utilizarem samples de sucessos internacionais como "Baby Boy" de Beyoncé em "Vem Habib (Wala Wala)", "Wanna Be Startin' Somethin'" do Michael Jackson em "Vem Dançar" e "Uptown Funk de Mark Ronson e Bruno Mars em "Popstar".

## Recepção
Cloves Teodorico do site Jornal do Commercio teceu elogios à turnê e sua "megaestrutura", além do setlist, que segundo ele, "este conjunto de fatores, somados à música e energia dos fãs, formam um verdadeiro espetáculo de mais de 90 minutos que enchem os olhos e o coração, repleto de mensagens de empoderamento, igualdade e fraternidade durante toda a apresentação. O show Rouge 15 Anos, além de marcar a volta da girlband para a estrada, reconecta o sentimento de união que elas proporcionavam com as canções e ainda se mantém vivo dentro de cada fã do quinteto."

## Setlist
O repertório abaixo é constituído da maior parte dos shows realizados, não sendo representativo de todas as apresentações.
1. "Blá Blá Blá"
2. "Bailando"
3. "Quero Estar Com Você"
4. "Fantasma"
5. "Eu Quero Acreditar"
6. "Não Dá Pra Resistir"
7. "Beijo Molhado"
8. Medley: "1.000 Segredos" / "Sou o Que Sou"  / "Pá Pá Lá Lá" / "Depois Que Tudo Mudou"
9. "Cidade Triste"
10. "Um Anjo Veio Me Falar"
11. "Sem Você"
12. "Me Faz Feliz"
13. "C'est La Vie"
14. "Quando Chega a Noite" (interlúdio)
15. "Vem Habib (Wala Wala)" (com trechos de "Baby Boy" de Beyoncé)
16. "Vem Cair na Zueira"
17. "Vem Dançar"  (com trechos de "Wanna Be Startin' Somethin'" de Michael Jackson) / "Popstar" (com trechos de "Uptown Funk" de Mark Ronson e Bruno Mars)
18. "Tudo Outra Vez"
19. "Nunca Deixe de Sonhar"
20. "Hoje Eu Sei"
21. "Olha Só"
22. "O Que o Amor Me Faz"
23. "Brilha La Luna"
24. "Ragatanga"
25. "Bailando" (bis)
26. "Tudo é Rouge" (outro)

- Durante o show de 21 de julho de 2018, em São Paulo, o grupo cantou um medley acappella com trechos de "Como na Primeira Vez", "Onde Está o Amor?", "Eu Quero Fugir", Deve Ser Amor", "O Amor É Ilusão" e "Você Me Roubou".
- Durante o show de 4 de agosto de 2018, em Sorocaba, pela primeira vez, o grupo cantou com acompanhamento da banda, a música "Eu Quero Fugir".
- Durante o show de 11 de agosto de 2018, em Recife, o grupo cantou um medley acapella com trechos de "Deve Ser Amor", "Vermelho, a Cor do Amor", "Delírio", "Como na Primeira Vez", "Abra o Seu Coração" e "Pra Sempre te Amar". Na mesma apresentação, aconteceu um medley, com acompanhamento da banda, das músicas "O Amor é Ilusão" e "Eu Quero Fugir".

## Agenda
| Data                   | Cidade                | Estado            | País   | Local                               |
| ---------------------- | --------------------- | ----------------- | ------ | ----------------------------------- |
| América do Sul         |                       |                   |        |                                     |
| 27 de janeiro de 2018  | Fortaleza             | Ceará             | Brasil | Centro de Eventos do Ceará          |
| 2 de fevereiro de 2018 | Belo Horizonte        | Minas Gerais      | Brasil | Km de Vantagens Hall                |
| 9 de fevereiro de 2018 | Florianópolis         | Santa Catarina    | Brasil | Stage Music Park                    |
| 9 de março de 2018     | Curitiba              | Paraná            | Brasil | Live Curitiba                       |
| 10 de março de 2018    | Porto Alegre          | Rio Grande do Sul | Brasil | Pepsi on Stage                      |
| 18 de março de 2018    | Vinhedo               | São Paulo         | Brasil | Hopi Hari                           |
| 24 de março de 2018    | Brasília              | Distrito Federal  | Brasil | NET Live Brasília                   |
| 7 de abril de 2018     | Vila Velha            | Espírito Santo    | Brasil | Área de Eventos Shopping Vila Velha |
| 13 de abril de 2018    | Manaus                | Amazonas          | Brasil | Pódium Arena da Amazônia            |
| 14 de abril de 2018    | Belém                 | Pará              | Brasil | Hangar Centro de Convenções         |
| 4 de maio de 2018      | Rio de Janeiro        | Rio de Janeiro    | Brasil | Marina da Glória                    |
| 20 de maio de 2018     | São Paulo             | São Paulo         | Brasil | Vale do Anhangabaú                  |
| 3 de junho de 2018     | Salvador              | Bahia             | Brasil | Vila Eco Bahia — Alto do Andu       |
| 22 de junho de 2018    | Campinas              | São Paulo         | Brasil | Prime Hall                          |
| 23 de junho de 2018    | São José do Rio Preto | São Paulo         | Brasil | Centro Regional de Eventos          |
| 29 de junho de 2018    | Santo André           | São Paulo         | Brasil | Clube Aramaçan                      |
| 30 de junho de 2018    | Santos                | São Paulo         | Brasil | Capital Disco                       |
| 21 de julho de 2018    | São Paulo             | São Paulo         | Brasil | Espaço das Américas                 |
| 4 de agosto de 2018    | Sorocaba              | São Paulo         | Brasil | Clube Recreativo Campestre          |
| 11 de agosto de 2018   | Recife                | Pernambuco        | Brasil | Clube Português                     |

### Apresentações canceladas
| Data                    | Cidade              | Estado         | Local              | Nota                        |
| ----------------------- | ------------------- | -------------- | ------------------ | --------------------------- |
| 10 de fevereiro de 2018 | Joinville           | Santa Catarina | Yelo Stage         | Problemas com o contratante |
| 13 de fevereiro de 2018 | Salvador            | Bahia          | Camarote Tribus    | Problemas com o contratante |
| 9 de junho de 2018      | São José dos Campos | São Paulo      | Palácio Sunset     | Problemas com o contratante |
| 13 de julho de 2018     | Goiânia             | Goiás          | Atlanta Music Hall | Problemas com o contratante |